# Хингис, Мартина
Марти́на Хи́нгис (нем. Martina Hingis, словац. Martina Hingisová; 30 сентября 1980 года, Кошице, Чехословакия) — швейцарская теннисистка, первая ракетка мира в 1997, 1999, 2000 годах (всего 209 недель), пятикратная победительница турниров Большого шлема в одиночном разряде, обладательница Большого шлема в парном разряде за 1998 год (последняя на данный момент обладательница Большого шлема в любом разряде за исключением инвалидов-колясочников), первая ракетка мира в парном рейтинге, серебряный призёр Олимпийских игр 2016 года в парном разряде, обладательница «карьерного» Большого шлема в смешанном парном разряде, победительница более 100 турниров WTA (из них 43 в одиночном разряде), член Международного зала теннисной славы с 2013 года.

## Биография
Мартина Хингис родилась 30 сентября 1980 года в словацком городе Кошице в теннисной семье: мать — чешка Мелани Молиторова (чеш. Melanie Molitorová), отец — словацкий венгр Карол Хингис (словац. Karol Hingis), и была названа в честь Мартины Навратиловой. Мать Хингис занималась теннисом, была 10-й ракеткой Чехословакии и тренировала дочь.
Мартина Хингис начала заниматься спортом очень рано. В два года получила теннисную ракетку, в три года впервые встала на лыжи, а в пять лет приняла участие в своём первом теннисном турнире под руководством своей матери Мелани Молитор, которая являлась также тренером Хингис. После развода и повторного брака (новый муж — Андреас Цогг, специалист по компьютерам), Мелани с дочкой, которой в это время было семь лет, переезжают в Труббах — маленький городок на севере Швейцарии.
Спортивные прозвища — Swiss Miss, Chucky, Wingis.

## Спортивная карьера

### В юниорах
Юниорская карьера будущей чемпионки была фееричной. В период с 1989 по 1993 год Хингис неизменно побеждала на всех чемпионатах внутри Швейцарии, дважды выигрывала чемпионат Европы и ряд международных турниров. В 1993 году Мартина Хингис победила на юниорском Открытом чемпионате Франции в личном разряде и стала самой молодой победительницей юниорских турниров Большого шлема, отобрав рекорд у Дженнифер Каприати. В 1994 году Хингис победила на юниорском Ролан Гароос как в одиночном, так и в парном разряде, выиграла юниорскую часть Уимблдонского турнира, став самой молодой его победительницей в 13 лет и 276 дней от роду. В этом же году она вышла в финал юниорского турнира Открытого чемпионата США.

### Профессиональная карьера
Профессионалом Мартина Хингис стала осенью 1994 года. С этого момента началось её стремительное восхождение к славе — уже к концу года она занимала 87-ю строчку в рейтинге, а 12 июня 1995 года вошла в двадцатку лучших теннисисток планеты. Хингис дебютировала в качестве профессионального игрока на том же турнире, который её великая тёзка Мартина Навратилова объявила тогда последним в собственной карьере.

#### 1993 год
В 1993 году Хингис приняла участие в одном взрослом турнире под эгидой ITF и выиграла его, одержав 5 побед. Этот турнир проходил в Швейцарии и не относился к разряду крупных: соперники Хингис находились в 6—7 сотнях рейтинга WTA, однако это не умаляет успеха юной теннисистки (на тот момент ей было лишь 13 лет), ведь она ещё не имела статуса профессионала и, соответственно, рейтинга вообще.

#### 1994 год
В 1994 году Хингис начала свои выступления в качестве профессионального игрока. В одиночном разряде она приняла участие в пяти рейтинговых турнирах (два из них турниры ITF, три — турниры собственно WTA, причём один — первой категории), выиграв 9 и проиграв 5 встреч в общей сложности. Во всех турнирах Хингис проходила минимум во второй круг.
В парном разряде Мартина Хингис участвовала только на одном турнире (в паре с Петрой Лангровой), но в первом же круге они уступили Иве Майоли и Ирине Спырле. Сезон Хингис закончила уже игроком первой сотни — на 87-й позиции рейтинга WTA.

#### 1995 год
Первый полноценный год Хингис в ранге профессионала принёс новые достижения. Она участвовала в 13 турнирах. В турнире ITF в Чехии она дошла до финала, но уступила Карине Хабсудовой. Дошла она и до финала турнира в Гамбурге (первый её финал в турнирах WTA), по пути обыграв трёх сеянных теннисисток из первой двадцатки, но в финале проиграла Кончите Мартинес. Мартина Хингис выступила на всех турнирах Большого шлема, она пробилась в четвёртый круг Открытого чемпионата США, где дорогу ей преградила Габриэла Сабатини. В целом год получился весьма удачным для молодой теннисистки: уже в июне она вошла в первую двадцатку, общий счёт её побед и поражений: 22—13. По итогам сезона Хингис получила свою первую награду WTA: новичок года.
Хороших результатов добилась Хингис и в паре. Сначала на турнире ITF в Чехии она завоевала главный трофей (в паре с Петрой Лангровой), а затем в Гамбурге выиграла свой первый титул WTA (в паре с Джиджи Фернандес). Всего в парном разряде Хингис приняла участие в десяти турнирах, счёт побед и поражений: 15—8.

#### 1996 год
Восхождение Хингис продолжилось и в новом году. 8 июня 1996 года, выиграв вместе с Хеленой Суковой свой первый титул на турнире Большого шлема в паре, Хингис стала самой молодой победительницей Уимблдонского турнира за всю историю его проведения. Всего в этом году в парном разряде Хингис приняла участие в 16 турнирах WTA, одном турнире ITF, участвовала в Олимпийском турнире в Атланте. Кроме Уимблдона она ещё пять раз доходила до финалов турниров WTA, но победить ей удалось лишь в одном. Общий счёт её парных выступлений в сезоне: 37—16.
Хорошо складывалась карьера Мартины Хингис и в одиночном разряде. Она приняла участие в 17 турнирах WTA, одном ITF, Олимпийских играх. Ей впервые удалось дойти до полуфинала турнира Большого шлема, остановить её на Открытом чемпионате США удалось только Штеффи Граф — на тот момент первой ракетке мира. А вскоре Хингис выиграла свой первый одиночный титул на турнире WTA: в Филдерштадте. Всего в этом году Хингис выиграла 2 турнира WTA и 1 ITF, ещё дважды она выходила в финал. В конце сезона Хингис с успехом выступила на итоговом чемпионате среди сильнейших теннисисток мира. Она дошла до финала, где вновь уступила сильнейшей теннисистке мира Штеффи Граф.
Мартина Хингис одержала 51 победу при 16 поражениях, заняв по итогам года 4 строчку в мировом рейтинге, и получила ещё одну награду WTA: прогресс года.

#### 1997 год
1997 год стал для Мартины Хингис настоящим триумфом. С самого начала сезона Хингис демонстрировала великолепную игру. Она выиграла турнир в Сиднее, а следом и Открытый чемпионат Австралии. Тем самым Хингис вошла в историю как самая молодая победительница турниров Большого шлема в одиночном разряде (ей исполнилось на тот момент 16 лет, 3 месяца и 26 дней). Всего Хингис приняла участие в 17 турнирах WTA, причём в 13 из них дошла до финала и победила в 12. Единственный финал, в котором она уступила, пришёлся на Открытый чемпионат Франции по теннису. Это сенсационное поражение от хорватки Ивы Майоли прервало беспроигрышную серию Мартины Хингис из 38 матчей (с учётом встреч в Кубке Федерации и лишило её Большого шлема (победы во всех четырёх главных турнирах в течение одного сезона). Но первую строчку в мировой классификации Хингис заняла уже 31 марта 1997 года, оттеснив Штеффи Граф. С немкой Хингис так и не встретилась на корте по ходу сезона, так как в начале года Граф выступала не очень удачно, а в июне взяла годичную паузу из-за обострившихся травм спины и коленей. Всего в этом году Хингис одержала 75 побед, потерпев всего 5 поражений, и получила награду WTA как лучший игрок года.
На фоне выступлений в одиночном разряде достижения Мартины Хингис в паре смотрелись не так впечатляюще, хотя они тоже были очень успешны. Участие в 16 турнирах, победы в 8-ми (в том числе в Открытом чемпионате Австралии), ещё один выход в финал. Общий счёт побед и поражений: 51—8.
В том же 1997 году о Мартине Хингис в Великобритании был снят документальный фильм «Мартина Вторая» (англ. Martina II), содержащий интервью с ней, а также описывающий её путь в теннис и победы на разных турнирах.

#### 1998 год
1998 год в одиночном разряде удался несколько хуже предыдущего: из 18 турниров Хингис победила в пяти, ещё три раза проигрывала в финале. Из турниров Большого шлема ей покорился лишь Открытый чемпионат Австралии, на Открытом чемпионате США она дошла до финала, а на Ролан Гаррос и в Уимблдоне она проигрывала в полуфиналах. Хингис впервые удалось выиграть итоговый турнир WTA тура, однако звание первой ракетки мира по итогам сезона она утратила, уступив его Линдсей Дэвенпорт. Общий счёт её матчей: 67—13.
То, что не получилось у Мартины Хингис в предыдущем году в одиночку, удалось ей в паре: она выиграла все четыре турнира Большого шлема, установив таким образом личный рекорд и став четвёртой теннисисткой в истории, завоевавшей «Большой шлем» в парном разряде. Всего Хингис сыграла в 13 турнирах, выиграв из них девять. Пара Хингис—Новотна получила приз WTA как лучшая пара года. Счёт матчей Хингис в сезоне: 52—5.

#### 1999 год

Анна Курникова и Мартина Хингис

1999 год ознаменовал новые победы и достижения, среди которых — третий подряд одиночный и парный титулы на Открытом чемпионате Австралии, первые в карьере выигрыши турниров в Берлине и Монреале, а также возвращение на 1-е место в рейтинге WTA. Мало кто мог предположить, что победа на Открытом чемпионате Австралии станет для 18-летней Хингис последней в карьере на турнирах Большого шлема в одиночном разряде. Мартина Хингис в паре с Анной Курниковой победила в итоговом турнире WTA-тура. В личном же разряде Хингис уступила в финале Линдсей Дэвенпорт. Знаковой стала встреча Хингис в финале Ролан Гаррос со своей предшественницей на теннисном троне Штеффи Граф. Хингис была явной фавориткой и вела по ходу матча, но не совладала с психологическим настроем и уступила легенде тенниса.
Всего в сезоне Хингис выиграла 71 встречу в одиночном разряде и 34 в парном, проиграла 13 и 2 соответственно. Хингис завоевала 7 титулов в одиночном и 6 в парном разряде (20 и 9 участий соответственно). Пара Хингис—Курникова была признана WTA лучшей парой года.

#### 2000 год
В 2000 году Мартина Хингис в очередной раз выиграла Токио, но, проиграв в начале года несколько поединков Линдсей Дэвенпорт, включая финал Открытого чемпионата Австралии, на время уступила ей первую строчку в рейтинге WTA. Однако через месяц Хингис завоевала 29-й титул в своей карьере и вернулась на первую строчку в мировом рейтинге. В ноябре Хингис завоевала главный трофей на итоговом турнире в Нью-Йорке как в одиночном, так и в парном разряде (в паре с Курниковой) и в очередной раз завершила сезон на первой строчке в рейтинге.
| Рейтинг в конце года             | Рейтинг в конце года | Рейтинг в конце года | Рейтинг в конце года | Рейтинг в конце года |
| -------------------------------- | -------------------- | -------------------- | -------------------- | -------------------- |
| 1994                             |                      |                      | 87                   |                      |
| 1995                             |                      |                      | 16                   |                      |
| 1996                             |                      |                      | 4                    |                      |
| 1997                             |                      |                      | 1                    |                      |
| 1998                             |                      |                      | 2                    |                      |
| 1999                             |                      |                      | 1                    |                      |
| 2000                             |                      |                      | 1                    |                      |
| 2001                             |                      |                      | 4                    |                      |
| 2002                             |                      |                      | 10                   |                      |
| 2006                             |                      |                      | 7                    |                      |
| источник: Страница Хингис на WTA |                      |                      |                      |                      |

В одиночном разряде Хингис одержала за сезон 77 побед при 10 поражениях. Это позволило ей выиграть 9 титулов из 20, в которых она принимала участие. В парном разряде Хингис выиграла 49 встреч, проиграв всего шесть. Из 15 турниров она победила в семи.

#### 2001 год
В 2001 году Мартина Хингис вместе с соотечественником Роджером Федерером завоевала для Швейцарии престижный командный трофей на Кубке Хопмана. Она также выиграла три турнира в одиночном и один турнир в парном разряде. Столько же раз она уступала в финале. Всего в этом году Хингис приняла участие в 18 одиночных и 6 парных турнирах, результат её встреч 60—15 в одиночке и 18—3 в паре.
Травма на турнире в Фильдерштадте (разрыв связок правой ноги) лишила Хингис возможности выступить на заключительном соревновании года — итоговом Чемпионате WTA в Мюнхене. Хингис перенесла операцию по сшиванию связок и утеряла лидерство в мировом рейтинге.

#### 2002 год
В 2002 году Мартина Хингис возвратилась после травмы. На Открытом чемпионате Австралии Хингис играла в обоих финалах: в одиночном уступила Дженнифер Каприати, а в паре с Курниковой выиграла свой девятый турнир Большого шлема. Всего Хингис завоевала по два титула в одиночном и парном разрядах. Спортсменка приняла участие в 12 одиночных и 5 парных турнирах. Её показатели в этом году составили 34—10 и 17—1 соответственно.
14 октября 2002 года Хингис опустилась на 11-ю строчку в мировом рейтинге и впервые с 6 октября 1996 года покинула первую десятку. Последствия травм, несмотря на несколько проведённых операций, продолжали сказываться на игре и самочувствии теннисистки, и Мартина Хингис покинула теннис, став теннисным комментатором на канале «Евроспорт» и австралийском спортивном канале Channel 7.

#### 2005—2007. Возвращение и второй уход
По прошествии почти трёх лет, в 2005 году, Хингис предприняла попытку вернуться в теннис. Она приняла участие в турнире в Таиланде, но была побеждена в первом же круге немкой Марлен Вайнгартнер. Однако поражение не сломило её решимости, и в конце года Хингис объявила, что она опять возвращается в теннис.
В 2006 году Хингис провела полноценный сезон: 20 турниров в одиночном разряде. Первый трофей в 2006 году был завоёван ей на Открытом чемпионате Австралии, где Хингис победила, выступая с Махешем Бхупати в миксте, а первый титул в одиночном разряде она выиграла на турнире в Риме 2006 года, где и перешагнула рубеж в 500 побед. В этом году ей удалось выиграть ещё только один турнир в Калькутте, разгромив в финале Ольгу Пучкову со счётом 6-0 6-0. Ещё дважды Хингис выходила в финалы. Соотношение побед и поражений в этом году составило 53—19. Ей удалось вернуться в десятку сильнейших теннисисток, получив награду WTA — «Возвращение года». В паре с француженкой Татьяной Головин Хингис приняла участие в одном турнире, но после двух побед на старте они снялись с соревнований.
На Открытом чемпионате Австралии 2007 года Хингис дошла до четвертьфинала, проиграв, как и в предыдущем году, на стадии 1/4 бельгийке Ким Клейстерс. На турнире в Токио Мартина Хингис играла свой восьмой финал и выиграла в пятый раз этот турнир, который стал для неё единственным победным в этом году. Ещё один раз ей удалось дойти до финала. Всего Хингис участвовала в 14 турнирах, выиграла 24 матча, уступив в 13-ти. В паре Хингис выступила на шести турнирах, выиграла один, счёт её встреч 11—4 (один раз пара Гантухова—Хингис снялась с турнира).

#### Допинговый скандал
1 ноября 2007 года Мартина Хингис объявила о завершении карьеры (с 19 ноября 2007 года по её просьбе она была исключена из рейтинга WTA), после того как её допинг-проба, взятая во время Уимблдона-2007, показала наличие кокаина в крови теннисистки. Однако Хингис была намерена в суде оспаривать результаты теста.

#### Второе возвращение 2013
После окончания профессиональной карьеры Мартина Хингис изредка участвовала в выставочных матчах, работала теннисным тренером (в частности сотрудничала с Анастасией Павлюченковой).
В 2013 году Хингис была введена в Международный зал теннисной славы. Неожиданно — в этот момент ей было уже почти 33 года — Хингис приняла решение снова вернуться на корт в парном разряде. Её партнёром вновь стала Даниэла Гантухова. За месяц (с 29 июля по 26 августа) пара успела принять участие в пяти турнирах, правда им ни разу не удалось продвинуться дальше второго раунда. Всего было проведено 8 матчей, баланс встреч — 3 победы и 5 поражений. Больше в том сезоне Мартина Хингис на корт не выходила.
В новом сезоне 2014 года образовалась новая пара: Хингис—Лисицки. Новообразованная пара уступила в первом же матче турнира в Индиан-Уэллсе. Однако уже второй турнир в Майами был выигран. В июне 2014 года пара приняла решение больше не выступать вместе, так как Лисицки решила сосредоточиться на одиночном разряде.
К тому моменту пара успела поучаствовать в четырёх турнирах, однако кроме завоёванного титула не добилась других заметных успехов. Баланс встреч — 6 побед и 3 поражения. После этого Хингис в паре с Флавией Пенеттой дошла до финала турнира в Истборне (3 победы, 1 поражение). На Уимблдоне пара Хингис—Звонарёва получила уайлд-кард, но в первом же круге они уступили четвёртой паре турнира Блэк—Мирза. На Открытом чемпионате США Хингис в паре с Флавией Пенеттой дошли до финала, где уступили паре Макарова—Веснина. Однако затем Хингис также в паре с Флавией Пенеттой выиграли ещё два турнира: в Ухане и Кубок Кремля в Москве.
В 2015 году на турнире в Брисбене воссоединившаяся пара Хингис/Лисицки завоевала очередной титул. В том же году вместе с 41-летним Леандром Паесом победила на Открытом чемпионате Австралии в миксте. После неудачного выступления на том же Открытом чемпионате Австралии в парном разряде Мартина Хингис и Флавия Пеннетта прекратили сотрудничество, а Хингис стала выступать в паре с Саней Мирзой. Уже в марте новоиспечённая пара выиграла оба престижных трофея американской серии — в Индиан-Уэллсе и Майами. В обоих случаях Хингис/Мирза в финале обыгрывали пару Макарова/Веснина. В начале апреля пара продолжила успешное выступление, выиграв турнир в Чарлстоне. Спустя 17 лет Хингис вновь выступила на Кубке Федераций. Изначально планировалось её выступление только в парном разряде, но незадолго до начала поединка с Польшей было решено, что Хингис сыграет и в одиночном. Возвращение получилось неудачным: Хингис проиграла оба матча Агнешке и Урсуле Радваньским. На турнире в Риме пара Хингис/Мирза добралась до своего 4-го совместного финала, где уступила паре Бабош/Младенович. На Открытом чемпионате Франции Хингис/Мирза в четвертьфинале уступили будущим победительницам турнира — паре Маттек-Сандс/Шафаржова. В паре с Саней Мирзой Мартина Хингис выиграла Уимблдон в июле 2015 года, завоевав 10 титул Большого шлема в парном разряде. На этом же турнире Хингис в паре с Паесом одержала победу в финале микста.
В 2016 году на Олимпийских играх в Рио-де-Жанейро Мартина Хингис в паре с Тимея Бачински завоевала серебряную медаль.

## Завершение карьеры
28 октября 2017 года в Сингапуре во время итогового чемпионата Женской теннисной ассоциации Мартина Хингис, которой исполнилось 37 лет, заранее объявила о том, что супертурнир в Сингапуре, где она выступала с Чжань Юнжань из Тайваня, станет для неё последним. На этом турнире Хингис со своей партнёршей не смогла выйти в финал.

## Личная жизнь
Незадолго до нового 2007 года Хингис объявила о своей помолвке с чешским теннисистом Радеком Штепанеком, но свадьба в итоге не состоялась. Хингис и Штепанек завершили отношения в августе 2007 года. В 2010 году появились сообщения, что Хингис согласилась выйти замуж за адвоката из Цюриха Андреаса Бьери.
12 декабря 2010 года в интервью швейцарской газете «Schweizer Illustrierte» Хингис сообщила о том, что вышла замуж. Мужем 30-летней Хингис стал 24-летний французский наездник Тибо Ютен. Церемония бракосочетания была гражданской и состоялась в Париже. На ней присутствовали лишь близкие друзья и родственники новобрачных. В июле 2013 года швейцарская газета Schweizer Illustrierte сообщила, что пара живёт раздельно с начала года. По словам Ютэна, Хингис изменяла ему несколько раз в период их брака.
С мая 2013 года Хингис состояла в отношениях с испанцем Давидом Тосасом Росом, агентом Томми Робредо. В июле 2016 на Олимпиаде в Рио-де-Жанейро у неё начались отношения со врачом сборной Швейцарии Харальдом Леманом (Harald Leemann). В июле 2018-го Хингис и Леман сочетались официальным браком. В марте 2019 года у них родилась дочь Лия. Пара развелась в августе 2022 года.
Хингис говорит на английском, немецком, французском, чешском языках.

## Преследование поклонниками
В апреле 2001 года скандальный поклонник Мартины Хингис Дубравко Райчевич был приговорён к двум годам тюремного заключения. Австралийский архитектор, уроженец Хорватии преследовал девушку на турнирах, выслеживал возле дома, заваливал любовными письмами и букетами. В марте 2000 года терпение Хингис лопнуло. Во время турнира в Ки-Бискейне Райчевич был арестован и выпущен под залог в два миллиона долларов.

## Выступления на турнирах
- бывшая первая ракетка мира в одиночном и парном разрядах
- победительница двадцати пяти турниров Большого шлема (5 раз в одиночном, 13 в парном и 7 в смешанном разрядах)
- победительница пяти Итоговых турниров WTA (два — в одиночном разряде)
- победительница 107 турниров WTA (43 — в одиночном разряде)

### Финалы турниров Большого шлема в одиночном разряде (12)

#### Победы (5)
| Год  | Турнир                           | Соперница в финале | Счёт        |
| 1997 | Открытый чемпионат Австралии     | Мэри Пирс          | 6-2 6-2     |
| 1997 | Уимблдонский турнир              | Яна Новотна        | 2-6 6-3 6-3 |
| 1997 | Открытый чемпионат США           | Винус Уильямс      | 6-0 6-4     |
| 1998 | Открытый чемпионат Австралии (2) | Кончита Мартинес   | 6-3 6-3     |
| 1999 | Открытый чемпионат Австралии (3) | Амели Моресмо      | 6-2 6-3     |

#### Поражения (7)
| Год  | Турнир                           | Соперница в финале | Счёт           |
| 1997 | Открытый чемпионат Франции       | Ива Майоли         | 4-6 2-6        |
| 1998 | Открытый чемпионат США           | Линдсей Дэвенпорт  | 3-6 5-7        |
| 1999 | Открытый чемпионат Франции (2)   | Штеффи Граф        | 6-4 5-7 2-6    |
| 1999 | Открытый чемпионат США (2)       | Серена Уильямс     | 3-6 6−7(4)     |
| 2000 | Открытый чемпионат Австралии     | Линдсей Дэвенпорт  | 1-6 5-7        |
| 2001 | Открытый чемпионат Австралии (2) | Дженнифер Каприати | 4-6 3-6        |
| 2002 | Открытый чемпионат Австралии (3) | Дженнифер Каприати | 6-4 6−7(7) 2-6 |